# Makula javana
Makula javana är en insektsart som beskrevs av Melichar 1914. Makula javana ingår i släktet Makula och familjen Derbidae. Inga underarter finns listade i Catalogue of Life.